# Romont (Francia)
Romont è un comune francese di 359 abitanti situato nel dipartimento dei Vosgi, nella regione del Grand Est.

## Società

### Evoluzione demografica
Abitanti censiti